# Aeroporto Internacional Chhatrapati Shivaji
O Aeroporto Internacional de Chhatrapati Shivaji (छ्त्रपती शिवाजी अंतरराष्ट्रीय विमानतळ) (IATA: BOM, ICAO: VABB), está situada na cidade de Mumbai, em Maharashtra, na Índia.
O aeroporto, com seus dois terminais espalhados por uma área operacional de 1450 acres (5,9 km²), é o maior e mais importante hub da aviação da Índia e que serve principalmente a Região Metropolitana de Bombaim. Os terminais foram anteriormente conhecidos como Sahar (internacional) e Santa Cruz (doméstico). O aeroporto foi recentemente rebatizado em homenagem ao Imperador Maratha do século XVII, Chhatrapati Shivaji Bhosle, para o Aeroporto Internacional Chhatrapati Shivaji.

## Companhias aéreas e destinos
| Companhia                                  | Destinos | Terminal |
| ------------------------------------------ | --- | -------- |
| Air Arabia                                 | Xarja | 2        |
| Air France                                 | Paris-Charles de Gaulle | 2        |
| Air India                                  | Dammam, Deli, Hiderabade, Jidá, Londres-Heathrow, Newark, Nova Iorque-JFK, Riade, Xangai-Pudong | 2        |
| Air India operados pela Indian Airlines    | Abu Dabi, Ahmedabad, Bangalore, Banguecoque-Suvarnabhumi, Deli, Dubai, Hiderabade, Singapura | 2        |
| Air India Express                          | Deli, Dubai, Calecute, Cochim, Madras, Mangalore, Poona, Tiruchirapalli, Trivandrum | 2        |
| Air Mauritius                              | Maurícia | 2        |
| AirAsia X                                  | Cualalampur | 2        |
| All Nippon Airways operados pela Air Japan | Tóquio-Narita | 2        |
| Austrian Airlines                          | Viena | 2        |
| Bahrain Air                                | Bahrein | 2        |
| British Airways                            | Londres-Heathrow | 2        |
| Cathay Pacific                             | Banguecoque-Suvarnabhumi, Hong Kong | 2        |
| Continental Airlines                       | Newark | 2        |
| Delta Air Lines                            | Amsterdão, Nova Iorque-JFK | 2        |
| Egypt Air                                  | Cairo | 2        |
| El Al                                      | Tel Aviv | 2        |
| Emirates Airlines                          | Dubai | 2        |
| Ethiopian Airlines                         | Adis Abeba | 2        |
| Etihad Airways                             | Abu Dabi | 2        |
| GoAir                                      | Ahmedabad, Bagdogra, Bangalore, Chandigarh, Cochim, Deli, Gauhati, Goa, Jaipur, Jammu, Leh, Lucknow, Nagpur, Nanded, Serinagar | 1B       |
| Gulf Air                                   | Bahrein | 2        |
| Indian Airlines                            | Ahmedabad, Aurangabad, Bangalore, Benares, Bhopal, Bhubaneswar, Calcutá, Calecute, Chandigarh, Cochim, Coimbatore, Deli, Goa, Hiderabade, Indore, Jaipur, Jamnagar, Jodhpur, Lucknow, Madras, Madurai, Mangalore, Nagpur, Raipur, Rajkot, Ranchi, Trivandrum, Udaipur, Visakhapatnam                     | 1A       |
| Indian Airlines                            | Ahmedabad, Dubai, Mascate | 2        |
| IndiGo                                     | Ahmedabad, Bangalore, Bhubaneswar, Cochim, Calcutá, Deli, Gauhati, Goa, Hiderabade, Jaipur, Lucknow, Madras, Nagpur, Patna, Barodão | 1B       |
| Iran Air                                   | Teerã-Imam Khomeini | 2        |
| Jagson Airlines                            | Shirdi | 1B       |
| Jet Airways                                | Ahmedabad, Aurangabad, Bangalore, Barodão, Bhavnagar, Bhopal, Bhuj, Calcutá, Calecute, Chandigarh, Cochim, Coimbatore, Deli, Dio, Gauhati, Goa, Hiderabade, Indore, Jaipur, Jodhpur, Lucknow, Madras, Mangalore, Nagpur, Poona, Porbunder, Raipur, Rajkot, Serinagar, Trivandrum, Udaipur, Visakhapatnam | 1B       |
| Jet Airways                                | Abu Dabi, Bahrein, Banguecoque-Suvarnabhumi, Bruselas, Catmandu, Cuaite, Colombo, Daca, Doa, Dubai, Hong Kong, Jidá, Joanesburgo, Londres-Heathrow, Mascate, Newark, Riade, Singapura | 2        |
| JetLite                                    | Ahmedabad, Bangalore, Calcutá, Calecute, Coimbatore, Deli, Goa, Hiderabade [começa a 27 de março], Indore, Jammu, Lucknow, Nagpur, Raipur, Rajkot, Serinagar, Visakhapatnam [começa a 27 de março] | 1B       |
| Kenya Airways                              | Nairóbi | 2        |
| Kingfisher Airlines                        | Ahmedabad, Aurangabad, Bangalore, Bhavnagar, Bhubaneswar, Bhuj, Calcutá, Chandigarh, Cochim, Coimbatore, Deli, Goa, Hiderabade, Hubli, Kandla, Lucknow, Madras, Mangalore, Nanded, Nasik, Patna, Ranchi, Trivandrum, Udaipur                                                                             | 1A       |
| Kingfisher Airlines                        | Banguecoque-Suvarnabhumi, Dubai, Hong Kong, Londres-Heathrow, Singapura | 2        |
| Korean Air                                 | Seul-Incheon | 2        |
| Kuwait Airways                             | Kuwait | 2        |
| Lufthansa                                  | Francoforte do Meno, Munique | 2        |
| Malaysia Airlines                          | Cualalampur | 2        |
| Nas Air                                    | Jidá, Riade | 2        |
| Oman Air                                   | Mascate | 2        |
| Pakistan International Airlines            | Carachi | 2        |
| Qantas                                     | Brisbane, Singapura | 2        |
| Qatar Airways                              | Doa | 2        |
| Royal Jordanian                            | Amã-Queen Alia | 2        |
| Saudi Arabian Airlines                     | Dammam, Jidá, Riade | 2        |
| Singapore Airlines                         | Singapura | 2        |
| South African Airways                      | Joanesburgo | 2        |
| SpiceJet                                   | Agartala, Ahmedabad, Bangalore, Benares, Calcutá, Cochim, Coimbatore, Deli, Gauhati, Goa, Hiderabade, Jaipur, Jammu, Madras, Madurai, Serinagar, Visakhapatnam | 1B       |
| SriLankan Airlines                         | Colombo | 2        |
| Swiss International Air Lines              | Zurique | 2        |
| Thai Airways International                 | Banguecoque-Suvarnabhumi | 2        |
| Turkish Airlines                           | Istambul-Atatürk | 2        |
| Yemenia                                    | Ádem, Sana | 2        |